# Tatsuya Sakai
Tatsuya Sakai (jap. 坂井 達弥 Sakai Tatsuya; ur. 19 listopada 1990) – japoński piłkarz, reprezentant kraju. Obecnie występuje w Sagan Tosu.

## Kariera klubowa
Od 2012 do 2015 roku występował w klubach Sagan Tosu i Matsumoto Yamaga FC. Od 2015 roku gra w zespole Sagan Tosu.

## Kariera reprezentacyjna
W reprezentacji Japonii zadebiutował w 2014.

## Statystyki
| Reprezentacja Japonii | Reprezentacja Japonii | Reprezentacja Japonii |
| Rok                   | Mecze                 | Gole                  |
| --------------------- | --------------------- | --------------------- |
| 2014                  | 1                     | 0                     |
| Razem                 | 1                     | 0                     |